# Эндлер, Викторина
Викторина Эндлер (нем. Viktorine Endler; урождённая Блезер (нем.  Viktorine Bleser; 17 января 1853, Трир, Рейнская провинция — 29 января 1932, Ганновер) — немецкая писательница и поэтесса.

## Биография
Викторина Эндлер родилась 17 января 1853 года в Трире в Рейнской провинции Королевства Пруссия. Дочь доктора Людвига Йозефа Блезера (1810–1878) и няни Блезер, урождённой Якоби. у них в доме была огромная библиотека насчитывающая почти 40 тысяч книг. Её сестрой была писательница Мария Круг (1855—1929). Училась в средней общеобразовательной  школе для девочек в родном городе и иногда была помощницей отца.
С 1887 года она была замужем за Бернхардом Эндлером и после свадьбы пара жила в Ганновере. Эндлер ежегодно посещала город Мозелькерн, где жила её бабушка (вдова нотариуса Филиппин Якоби, урождённая Хаупт) и была домработницей местного пастора Николауса Фридрихса.
В основном она писала рассказы и романы исторического содержания стараясь максимально придерживаться исторической достоверности.
Викторина Эндлер умерла 29 января 1932 года в городе Ганновере.
Основные труды Эндлер: «Ein adeliger Spross», «Die letzte Gräfin von Manderscheid», «Das Geheimniss des Waldes von St. Arnual», «Heideröslein», «Die Tochter des Alemannenkönigs», «Der heilige Rock», «Hexe und Jesuit», «Vernward von Hildesheim», «Der Weg zum Glück».
Отель «Victorine-Endler-Weg» в Риклингене был назван в честь неё в 2011 году.